# Sophora saxicola
Sophora saxicola là một loài thực vật có hoa thuộc họ đậu, Fabaceae, là loài đặc hữu của Jamaica.